# فيصل الصبحي
فيصل علي الصبحي (مواليد 23 مايو 1999) هو لاعب كرة قدم سعودي يلعب حاليًا في نادي أحد.

## مسيرة اللاعب
لعب في نادي رضوى ونادي أحد.